# El Coronil
El Coronil est une commune espagnole située dans la province de Séville et la communauté autonome d’Andalousie. Ses habitants s'appellent les Coronileños et les Coronileñas.

## Géographie

### Localisation

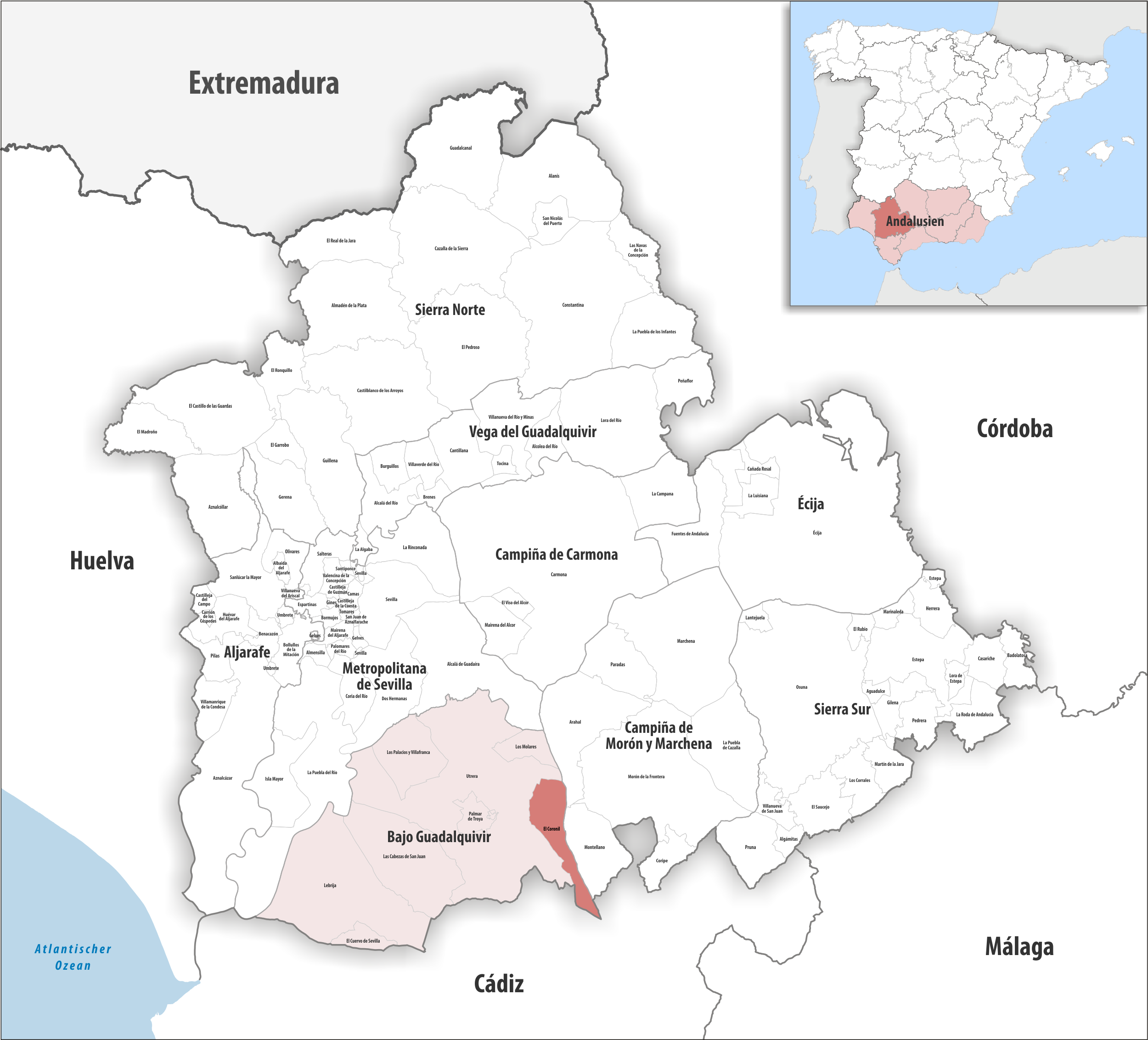
El Coronil dans la province de Séville, en Andalousie et en Espagne.

La commune de La Puebla del Río est dans le sud de la province de Séville, dans le sud-est de la comarque de la zone métropolitaine de Séville, sur les basses terres de la vallée du Guadalquivir.
Séville est à 52 km nord-ouest,
Madrid à 524 km nord-nord-est,
Cadix à 115 km sud-sud-ouest, 
Gibraltar à 200 km sud.

### Communes voisines
Dans la province de Séville :
Utrera est dans la comarque du Bas Guadalquivir ;
Arahal et Montellano sont dans la comarque Campiña de Morón et Marchena ;
Dans la province de Cadix au sud :
Villamartín, Puerto Serrano et Algodonales sont dans la comarque de la Sierra de Cadix.
Algodonales n'est mitoyenne avec El Coronil que par un quadripoint.

## Histoire
El Coronil a été fondée le 25 avril 1381[réf. nécessaire].

## Administration
| Période                                  | Période | Identité | Étiquette | Qualité |
| ---------------------------------------- | ------- | -------- | --------- | ------- |
| N/A                                      | N/A     | N/A      | N/A       | Maire   |
| Les données manquantes sont à compléter. |         |          |           |         |